# Le Six'
Le Six' (6 minutes jusqu'en 2003) est un journal télévisé français d'informations tout en images diffusé sur M6 du 31 aout 1987 au 6 septembre 2009 du lundi au dimanche à 19 h 50 (d'abord à 20 h 24 puis à 19 h 54) pour l'édition du soir. Une autre session, intitulée 6 minutes, première édition a également été diffusée du 13 janvier au 20 mai 1995 du lundi au dimanche à 18 h 54. Du 8 janvier 2001 au 20 janvier 2006, l'édition du midi (Six'midi) est diffusée du lundi au vendredi à 12 h 50 (d'abord à 11 h 54).
Ces deux éditions sont remplacées en 2006 et 2009 par un journal télévisé avec présentateur, respectivement Le 12:50 et Le 19:45.

## Historique

### Genèse
À sa création le 1er mars 1987, M6 met à l'antenne chaque jour à 12 h 45 et 19 h 30 un journal télévisé présenté par Serge Molitor, Marian Lacombe, Patrick Charles et Alexandre Baloud (transfuge de RTL). M6, dont la grille des programmes est calquée sur celle de RTL Télévision, s'inspire donc du journal télévisé de son aînée luxembourgeoise, RTL News, diffusé depuis septembre 1984.
Face au manque d'audience, la chaîne réagit vite et Jean Stock, alors directeur des programmes, supprime ce journal d'un quart d'heure et crée avec Jean-François Richard (transfuge de RTL Télévision) le 6 Minutes (en référence au numéro six de la chaîne, bien que sa durée réelle était de 8 minutes en moyenne, car la météo était tout de suite après) dans une logique de contre-programmation. Ce rendez-vous d'information inédit en France prend la forme d'un journal tout en images très court avec un commentateur.

### Le6 minutespuisLe Six'
Le premier 6 Minutes est diffusé le 31 août 1987 à 20 h 24, et passe dès l’année suivante à 19 h 54, avant les journaux de 20 heures d'Antenne 2 et de TF1.
En 1995, sous l'impulsion de Patrick de Carolis (ex-La Cinq) nouveau directeur de l'information, naît le 6 Minutes, première édition. Cette édition supplémentaire est diffusée du 13 janvier au 20 mai 1995 du lundi au vendredi à 18 h 54, reprenant ainsi l'horaire du Journal en images de feue La Cinq,.
Devant le succès de son journal, la chaîne donne naissance en 8 janvier 2001 à la place de M6 Express une seconde édition le 6 Minutes midi fondé sur les mêmes bases. Initialement diffusé à 11 h 54, ce tout-images est diffusé à 12 h 50 à partir de mai 2005.
En 2003, le 6 Minutes et le 6 Minutes midi qui deviennent le Six' et le Six'midi sont prolongés pour durer 10 minutes. Le Six' commence vers 19 h 50.
Le 23 janvier 2006, l'édition de la mi-journée devient un journal télévisé avec présentateur, Le 12:50.
Le dimanche 21 janvier 2007 à 19 h 50, le Six' réalise un record d'audience avec 4,7 millions de téléspectateurs et près de 20 % de part de marché. En nombre de téléspectateurs, il est ce soir-là le journal le plus suivi après le 20 heures de TF1 et devant les éditions de France 2 et France 3.
En juin 2009, l'ensemble des décrochages locaux encore restant sont fermés et le 7 septembre, l'édition du soir est elle aussi transformée en un journal télévisé avec un présentateur en plateau, Le 19:45
Le 6 septembre, dernière édition avec Franck Edard (en voix-off), après un sujet sur le nouveau journal télévisé, Le 19:45. L'édition s'est arrêtée à 19 h 57, tout juste avant la bande-annonce du 19:45.

## Identité visuelle

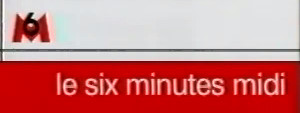
Logo du Six minutes-Midi de janvier 2001 à février 2003.
Logo du Six' de février 2003 à septembre 2009.

## Le 6 Minutes

### Saisons 1 à 16 (1987–2003)
En plus du journal national, le Six' propose jusqu'en 2009 des éditions locales dans 12 villes et leurs régions de France avec les:
- 6 Minutes Bordeaux (ouvert en 1989 en partenariat avec Sud Ouest) ;
- 6 Minutes Grenoble (ouvert en 1991)
- 6 Minutes Lille (ouvert en 1990) ;
- 6 Minutes Lyon (ouvert en 1993 en autonomie totale) ;
- 6 Minutes Marseille (ouvert en octobre 1990 en autonomie totale) ;
- 6 Minutes Montpellier (ouvert en 1995 en partenariat avec Midi-Libre) ;
- 6 Minutes Nancy (ouvert en avril 1994 en partenariat avec L'Est Républicain) ;
- 6 Minutes Nantes (ouvert en 1991 en partenariat avec Ouest-France) ;
- 6 Minutes Nice (ouvert en août 1999 en partenariat avec Nice Matin) ;
- 6 Minutes Rennes (ouvert en 1995 en partenariat avec Ouest-France) ;
- 6 Minutes Tours (ouvert en septembre 1990 en partenariat avec la Nouvelle République) ;
- 6 Minutes Toulouse (ouvert en novembre 2000).

Diffusées chaque soir tout en image vers 20 h 37 pour une dizaine de minutes, ces décrochages locaux en partenariat avec la presse quotidienne régionale traitent de l'actualité politique, économique, sociale et culturelle.

## Le Six'

### Saisons 16 à 22 (2003–2009)
- L'édition d'M6 Tours est la première à disparaître le 20 décembre 2002 ;
- Les éditions d'M6 Nantes et d'M6 Rennes disparaissent le 30 juin 2006. Le groupe SIPA - Ouest-France qui produit les deux éditions à travers les structures Judikael 44 et Judikael 35 est contrainte par le CSA de faire un choix entre le décrochage locale de la six et Nantes 7 (Télénantes) - nouvellement dans son capital avec le rachat de la Socpresse Ouest (Presse-Océan) - puis avec l'arrivée de la chaîne TV Rennes 35 sur la TNT pour Rennes[10] ;
- L'édition d'M6 Grenoble disparaît le 24 novembre 2006 après 15 ans de diffusion ;
- Les éditions de M6 Montpellier et de M6 Nice sont interrompues le 11 avril 2007 à cause de la réglementation sur la publicité locale qu'ils ne peuvent diffuser ;
- L'édition d'M6 Nancy est arrêtée le 25 avril 2008, après 14 ans de diffusion[11] ;
- C'est au tour de l'édition d'M6 Lille et d'M6 Lyon de disparaître du petit écran le 19 décembre 2008, lors du changement de la grille des programmes ;
- L'édition d'M6 Toulouse est arrêtée le 21 décembre 2008 après 8 ans d'existence et de diffusion lors du changement de la grille de la chaîne nationale ;
- L'édition d'M6 Bordeaux est arrêtée le 31 décembre 2008 à la suite des fautes audiences face au 19/20 Aquitaine et Bordeaux sur France 3 Aquitaine ;
- C'est M6 Marseille qui est la dernière à cesser sa diffusion le 25 janvier 2009 avant que la diffusion nationale créera Le 19:45 avec présentateurs le 7 septembre 2009[12].